# Eupithecia triangulifera
Eupithecia triangulifera là một loài bướm đêm trong họ Geometridae.